# Francesco Borromini

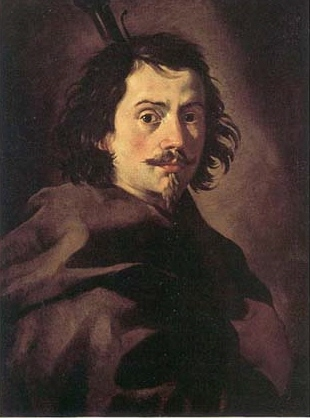
Francesco Borromini, anonymes Porträt

Francesco Borromini (eigentlich Francesco Castelli; * 25. September 1599 in Bissone, Schweiz; † 2. August 1667 in Rom) war ein in Italien tätiger Architekt und Steinmetz, der aus dem nachmaligen Schweizer Kanton Tessin stammte. Auch seine Eltern, Domenico und Anastasia (geborene Garua) waren als Steinmetze in der Schweiz und in etlichen Ländern außerhalb tätig.
Borromini war einer der bedeutendsten Architekten und Bildhauer des barocken Rom. In der Kunstgeschichte gilt er neben Pietro da Cortona und Carlo Maderno als einer der Erfinder des extravaganten Barock im 17. Jahrhundert. Gegner warfen ihm gelegentlich Missbrauch und regelwidrige Verwendung ornamentaler Elemente vor.

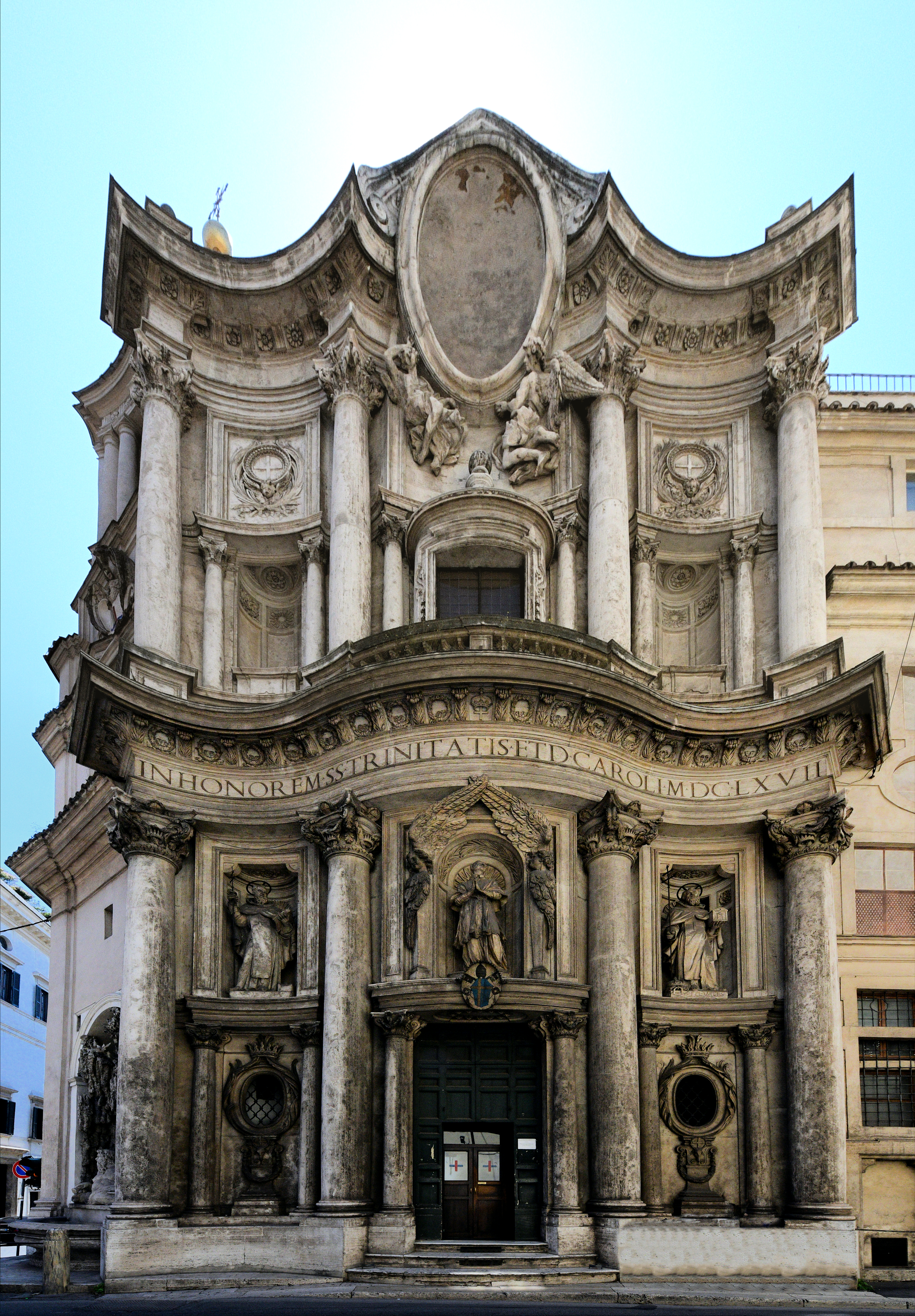
Die vor- und rückschwingende Fassade der Kirche San Carlo alle Quattro Fontane in Rom

## Leben

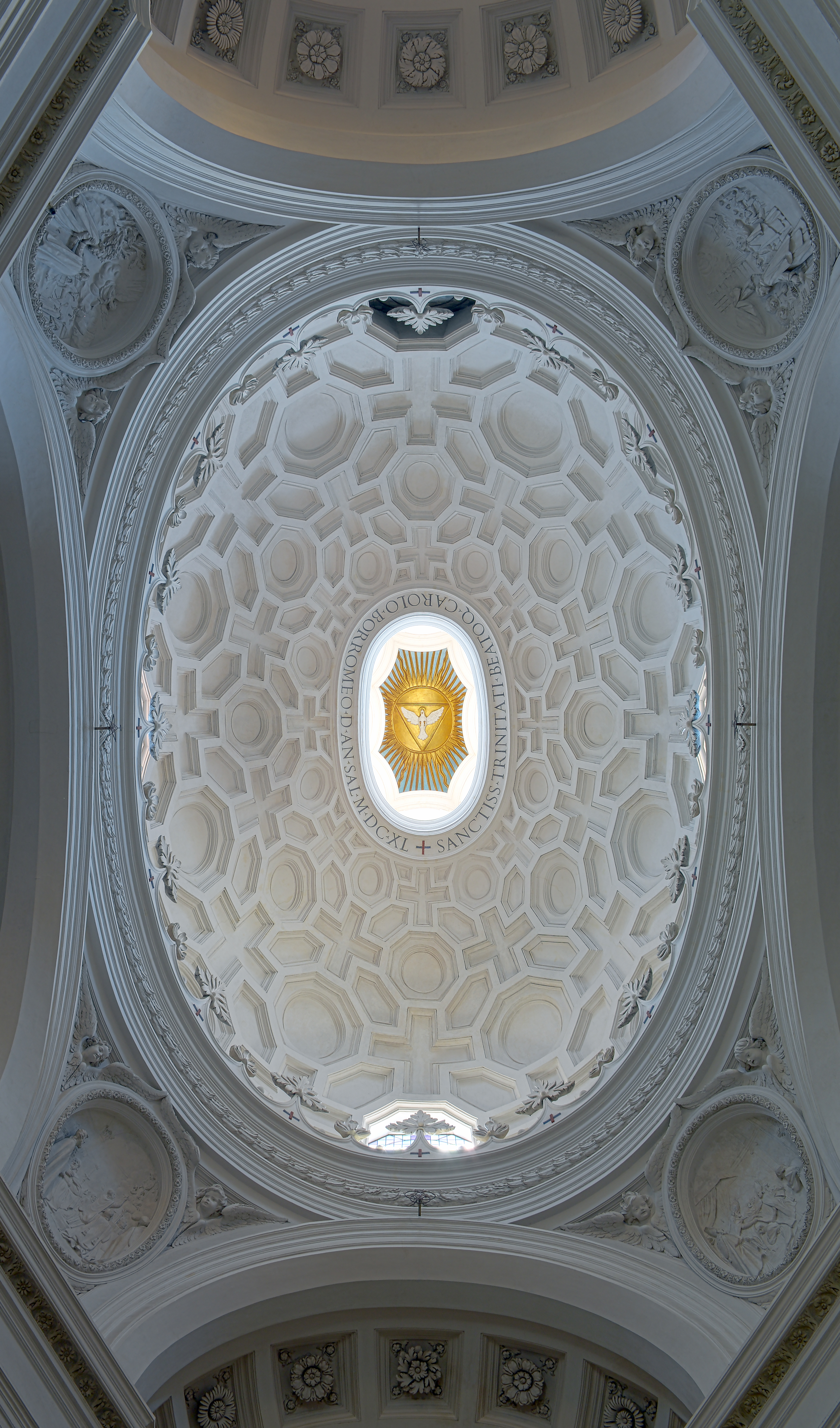
Blick in die Kuppel der Kirche San Carlo alle Quattro Fontane mit perspektivischer Stuckornamenten, die sie höher erscheinen lässt, als sie ist.

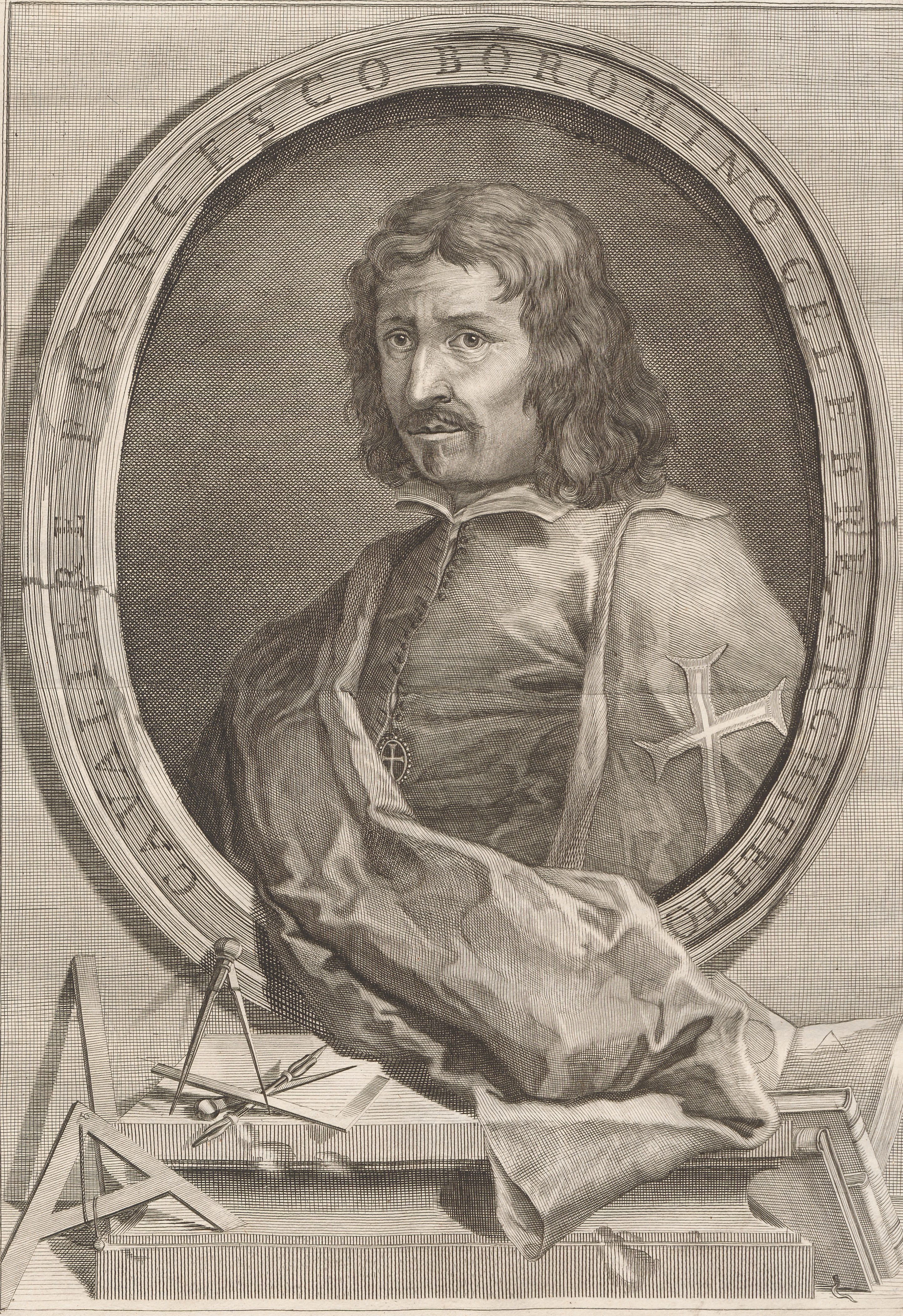
Francesco Borromini (Kupferstich um 1639) mit dem Christusorden des Heiligen Stuhls

Borromini wurde als Francesco Castelli geboren und benannte sich später in Borromini um, möglicherweise aus Verehrung für den Heiligen Karl Borromäus.
Im Alter von 16 Jahren verließ er sein Elternhaus und ging nach Mailand, wo er mit Eifer das Handwerk des Marmorbildhauers erlernte.
In Mailand wird er auch die perspektivischen Konstruktionen Donato Bramantes kennengelernt haben, die seinen späteren Stil prägten.
Als junger Mann brach er nach Rom auf und studierte die dortigen Bauten der Antike und die Werke Michelangelos. Ein weiterer Grund für die Reise war die Aussicht auf eine Zusammenarbeit mit seinem weitläufigen Verwandten Carlo Maderno, der Architekt und Leiter der Bauhütte am Petersdom war. Ein Onkel mütterlicherseits,  Leone Garuo, nahm ihn anfangs in seiner Wohnung in Vicolo dell’Agnello auf.
Bald erhielt Borromini eine Stelle am Petersdom und wollte sich zum Baumeister ausbilden lassen. Maderno schätzte seine Fertigkeit als Bildhauer und zeichnerische Begabung und machte ihn zu seinem Assistenten. Als Maderno starb, erhielt Gian Lorenzo Bernini den vakanten Posten des obersten Baumeisters, da „er den ersten Platz im Herzen und in der Wertschätzung Papst Urbans VIII.einnahm – er war der von ihm am meisten geschätzte Künstler, den er auch persönlich sehr liebte“. Bernini erkannte ebenfalls die Begabung Borrominis, sowohl als Bildhauer wie als Architekt, und überantwortete ihm den Entwurf vieler Bauten während des Pontifikats Papst Urbans VIII.
Gian Lorenzo Bernini und Francesco Borromini arbeiteten gemeinsam an der Errichtung des Bronze-Baldachins des Petersdoms. Wie Paolo Portoghesi in seiner Borromini-Biographie anhand erhaltener Zeichnungen nachweist, könnte der Entwurf allein von Borromini stammen.
Später waren Borromini, Bernini und Maderno am Bau des Palazzo Barberini beteiligt. Eigenständig entwarf und baute Borromini dort kleine, quadratische Fenster im Obergeschoss mit sanft geschwungener Einfassung und größere Fenster mit perspektivischem Effekten an den Rahmen.
Nach dem Tod Madernos übernahm Bernini 1629 die Bauleitung und das Amt des Architekten von Sankt Peter. Er bat Borromini ihm zu assistieren. Einige Borromini versprochene Aufträge vergab er allerdings an andere Künstler. Über finanzielle Angelegenheiten kam es zum Zerwürfnis und schließlich zur Feindschaft zwischen beiden. Bernini ging an Fürstenhöfen aus- und ein, verteilte gedruckte Porträts von sich selber und ließ zu Lebzeiten eine Biographie von sich schreiben. Borromini hingegen mied gesellschaftliche Ereignisse und unterwarf sich nicht der herrschenden Mode. Er trug stets die schwarze spanische Tracht, was ihn auch von seinen Künstlerkollegen unterschied. Er galt als gutaussehend und nobel.
Papst Innozenz X. (1644–1655) war ein großer Unterstützer Borrominis, wodurch Bernini in den folgenden Jahren als führender römischer Architekt verdrängt wurde. Die von Bernini verantworteten Glockentürme in St Peter wiesen starke Baumängel auf und wurden abgerissen. Bernini hatte im Unterschied zu Borromini auch keine Ausbildung als Baumeister oder Architekt.
Unter dem nachfolgenden Papst Alexander VII. (1655–1667) verlor Borromini seine hohe Stellung und die große Anzahl von Aufträgen. Bernini war mit dem Papst befreundet und vermittelte ihm, dass Borrominis Stil „gotisch und deswegen merkwürdig sei“. In den 1650er-Jahren befreundete sich Borromini mit dem Universalgelehrten Fioravante Martinelli, der sein Werk und die „vivezza dell’ingegno“ (den „lebendigen Einfallsreichtum“) begeistert verteidigte. Sankt Peter wurde jedoch in Berninis klassizistisch-barockem Stil weitergebaut.
Borromini widmete sich dem Ausbau und der Vollendung bereits begonnener Gebäude in Rom, der Innenräume der Kirchen Sant’Ivo alla Sapienza, Sant’Andrea delle Fratte und San Giovanni in Laterano. Auch vollendete er das Untergeschoss der Fassade seines Erstlingswerks, der kleinen Kirche San Carlo alle Quattro Fontane auf dem Quirinal.

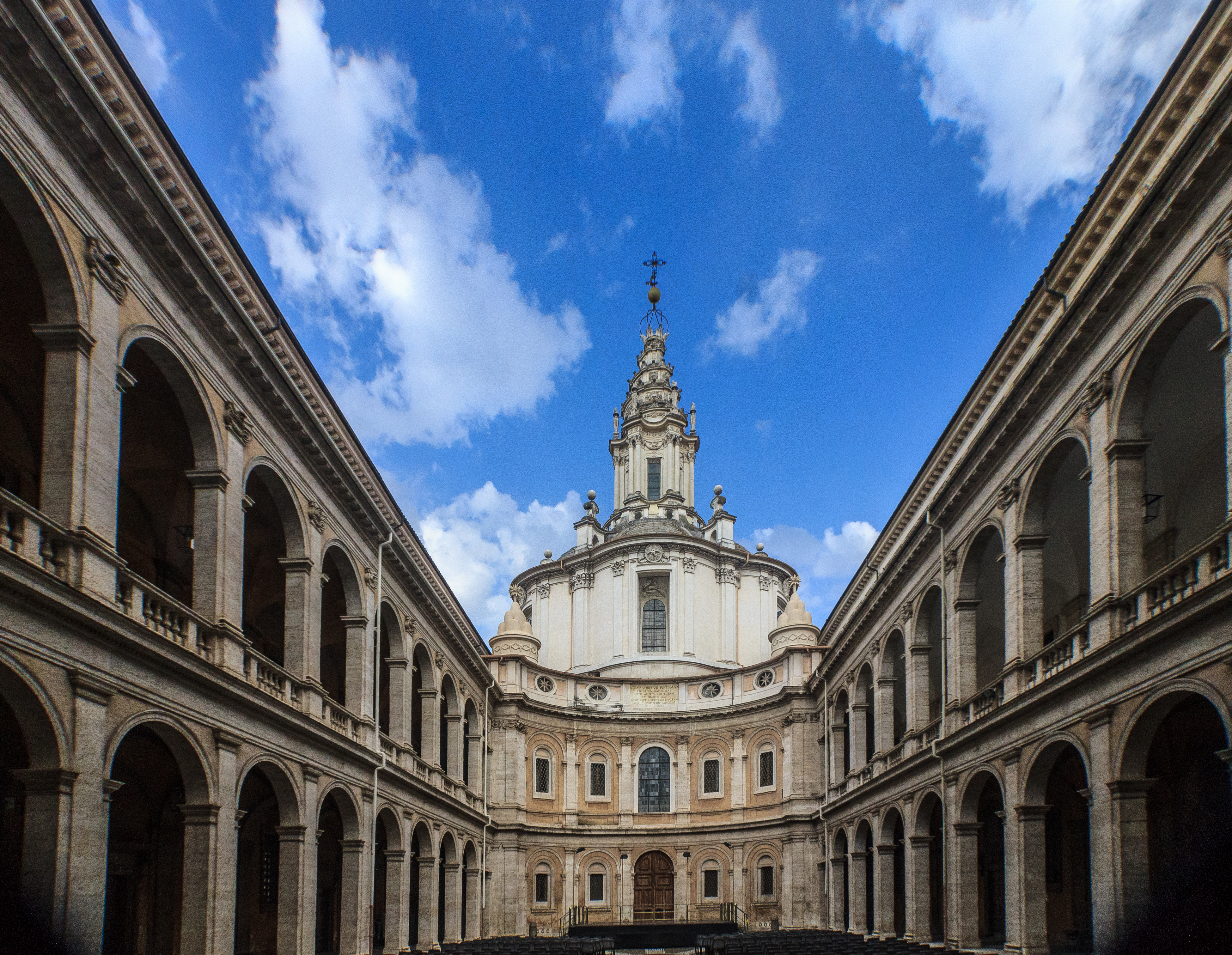
Sant’Ivo alla Sapienza, eines der bedeutendsten Werke Borrominis in Rom

Borromini litt an Depressionen. Am 2. August 1667 nahm er sich das Leben. Er wurde im Grab von Carlo Maderno in der Kirche San Giovanni dei Fiorentini beigesetzt.

## Werk

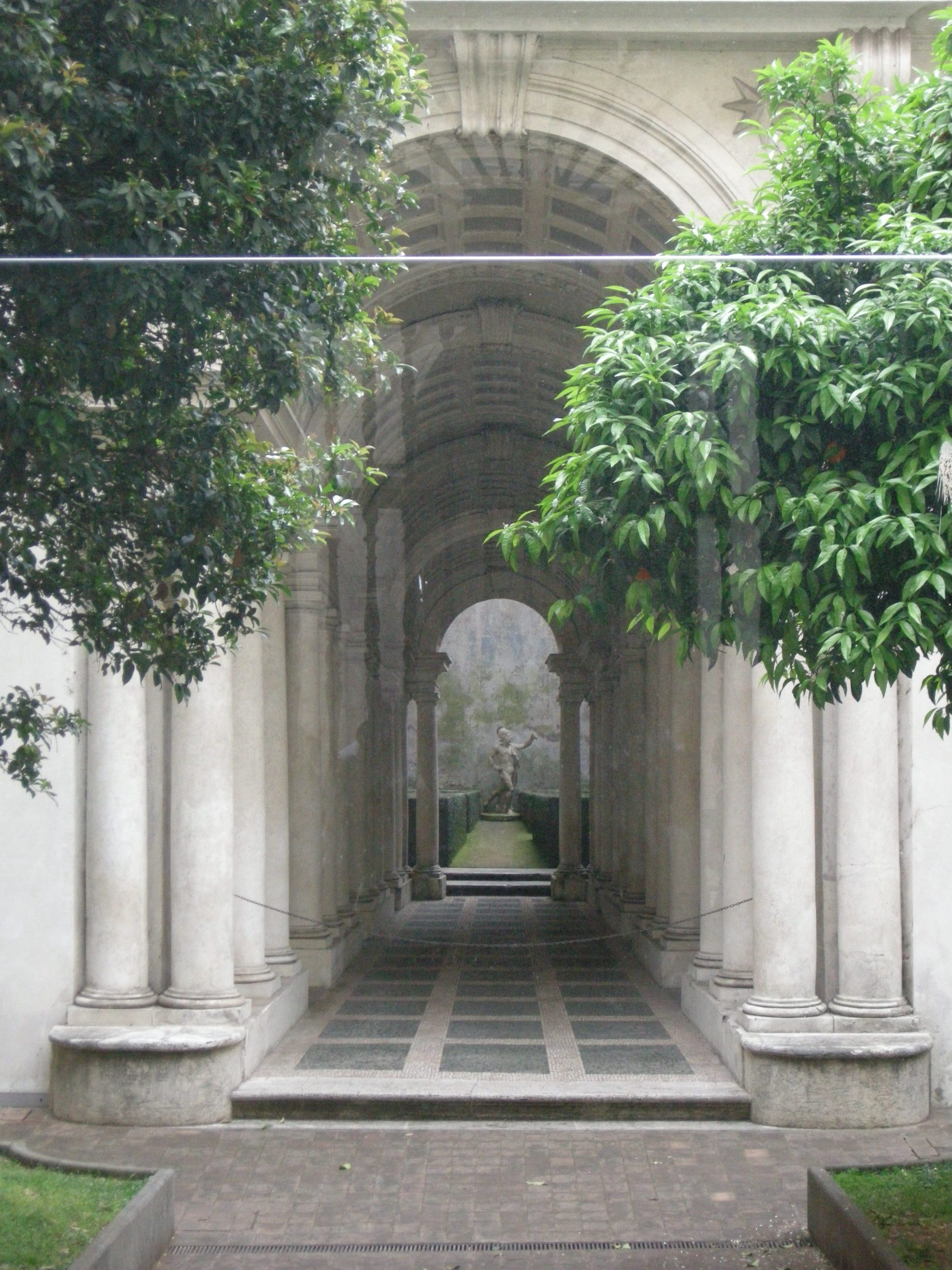
Ein perspektivischer Trick lässt die Galerie im Hof des Palazzo Spada viel länger erscheinen, als sie in Wirklichkeit ist.

Während Berninis Formensprache dem klassischen Kanon folgt und weitgehend auf das Vorbild Michelangelos zurückgeführt werden kann, bemühte sich Borromini um neue Ausdrucksformen. In der Einführung zum Opus Architectonicum schrieb er: „Ich hätte niemals diesen Beruf ergriffen, wenn mein Ziel nur das Kopieren gewesen wäre.“
Das erste eigenständige Werk, mit dem Borromini Bekanntheit erlangte, war der Bau der Kirche und den Klosters von San Carlo alle Quattro Fontane. Auf kleinem Grundriss errichtete er eine komfortable Residenz und eine feingliedrige elegante Kirche. Die Idee der stark strukturierten Fassade mit Säulen, Vor- und Rücksprüngen und horizontaler Betonung wandte Borromini auch bei den Fassaden des Oratorium des hl. Philipp Neris und des Palazzo di Propaganda Fide an. Er akzentuierte sie durch stark durchlaufende, vor- und rückschwingende Gesimse, während die meiste Architektur Roms im Unterschied dazu vertikal betont ist. Die Innenräume seiner Bauwerke sind meist plastisch durchformt und in Weiss gehalten. Seine eigenwilligen Erfindungen, die sich von denen seiner Zeitgenossen wesentlich unterschieden, trugen ihm den Ruf ein, extravagant zu bauen. Ein Beispiel dafür bietet die perspektivische Kolonnade im Innenhof des Palazzo Spada in Rom, die er im Auftrag Bernardino Spadas errichtete. Es handelt sich dabei um eine Galerie, die überdimensionierte Maße optisch vortäuscht. Borromini griff hier und auch bei anderen Bauwerken auf die mathematischen Kenntnisse von Pater Giovanni Bitonto zurück und erfand die architektonische Scheinperspektive, die das Wissen der malerischen auf die Baukunst überträgt.
Ein anderes Mitglied der Familie Spada, Virgilio, wurde Borrominis größter Protektor. Er hatte ihm den Bauauftrag für das Oratorio dei Filippini (oder Oratorio di San Filippo Neri) verschafft. Als er zum Verwalter der architektonischen Projekte zweier Päpste (Innozenz X. und Alexander VII.) ernannt wurde, setzte er sich noch stärker für die Förderung Borrominis ein. Er verfasste auch eine der ersten Architekturmonographien über das Oratorio und die Casa dei Filippini und erläuterte darin die markantesten Punkte der Entwürfe. Erst 1725, also beinahe 60 Jahre nach Borrominis Tod, erschien das von ihm erzählte Werk unter dem Titel Opus Architectonicum, mit Stichen von Sebastiano Giannini, in einer Prachtausgabe.
Aber auch Papst Innozenz X. selbst war ein Gönner Borrominis. Zudem hatte Bernini, der damalige Leiter des Baues von St Peter Bernini, architektonische Mängel verursacht, weswegen sich der Papst von ihm distanzierte. Der wichtigste Auftrag, den Borromini während dieses Pontifikates erhielt, war der Umbau der ältesten Papstkirche Roms, San Giovanni in Laterano. Das war ein großer Triumph für Borromini, der damit erstmals dem allgegenwärtigen Bernini vorgezogen wurde. Außerdem gestaltete Borromini ein Gebäude an der Piazza Navona um, das Papst Innozenz X. früher bewohnte. Es wurde zu einem Palast mit Galerie umgebaut, an den man eine Familienkirche und ein Kollegium anschloss.
Im Spätbarock diente Borrominis dynamischer und plastischer Stil, der durch Stichwerke in ganz Europa bekannt war, vielen Architekten als Inspiration, etwa für die 1735 von Giuseppe Sardi erbaute Kirche Santa Maria Maddalena in Rom.
Borromini war ein überaus begabter Zeichner, dessen Entwürfe sich von denen seiner Kollegen durch die Präzision unterscheiden. Ein Großteil seiner Zeichnungen befindet sich in Wien in der Graphischen Sammlung Albertina.

## Trivia
Anlässlich der Feierlichkeiten zum 400. Geburtstag Borrominis im Jahr 1999 wurde unter Leitung des Architekten Mario Botta ein 33 m hohes Modell der Kirche San Carlo alle Quattro Fontane aus Holz gefertigt und in Lugano aufgestellt. Es zeigte den Schnitt durch das Bauwerk im Originalmaßstab. 2003 wurde das Modell mit der Erlaubnis öffentlicher Behörden zerstört.
Als in der heutigen Schweiz geborener Künstler war Borromini in den 1970er-Jahren auf der 100-Schweizer Franken-Banknote abgebildet. Zudem wurde ein in der Schweiz verkehrender Intercity Neigezug des Typs RABDe 500 ICN der Schweizerischen Bundesbahnen SBB auf seinen Namen getauft.

## Bauwerke

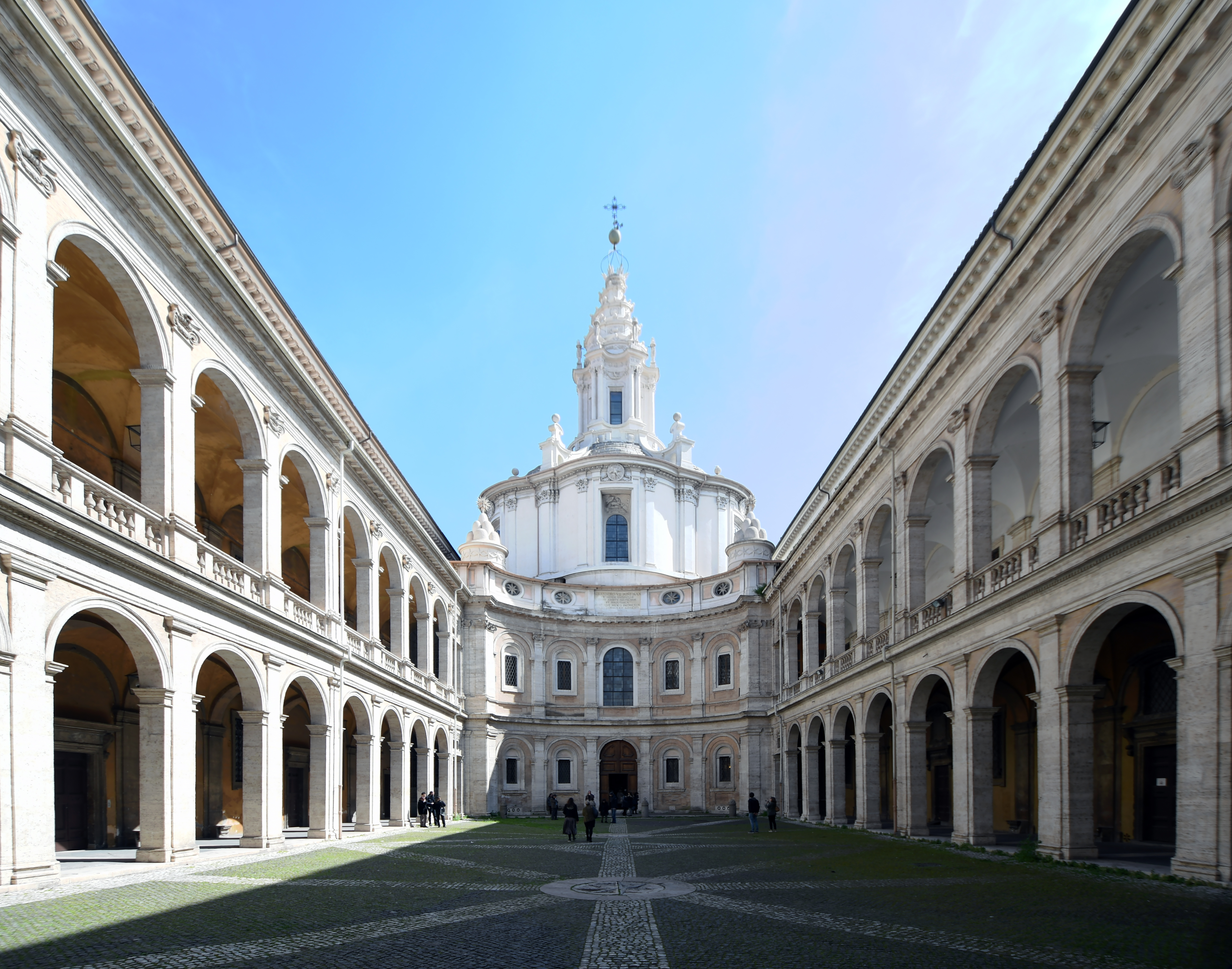
Blick vom Hof zur Kirche Sant’Ivo alla Sapienza

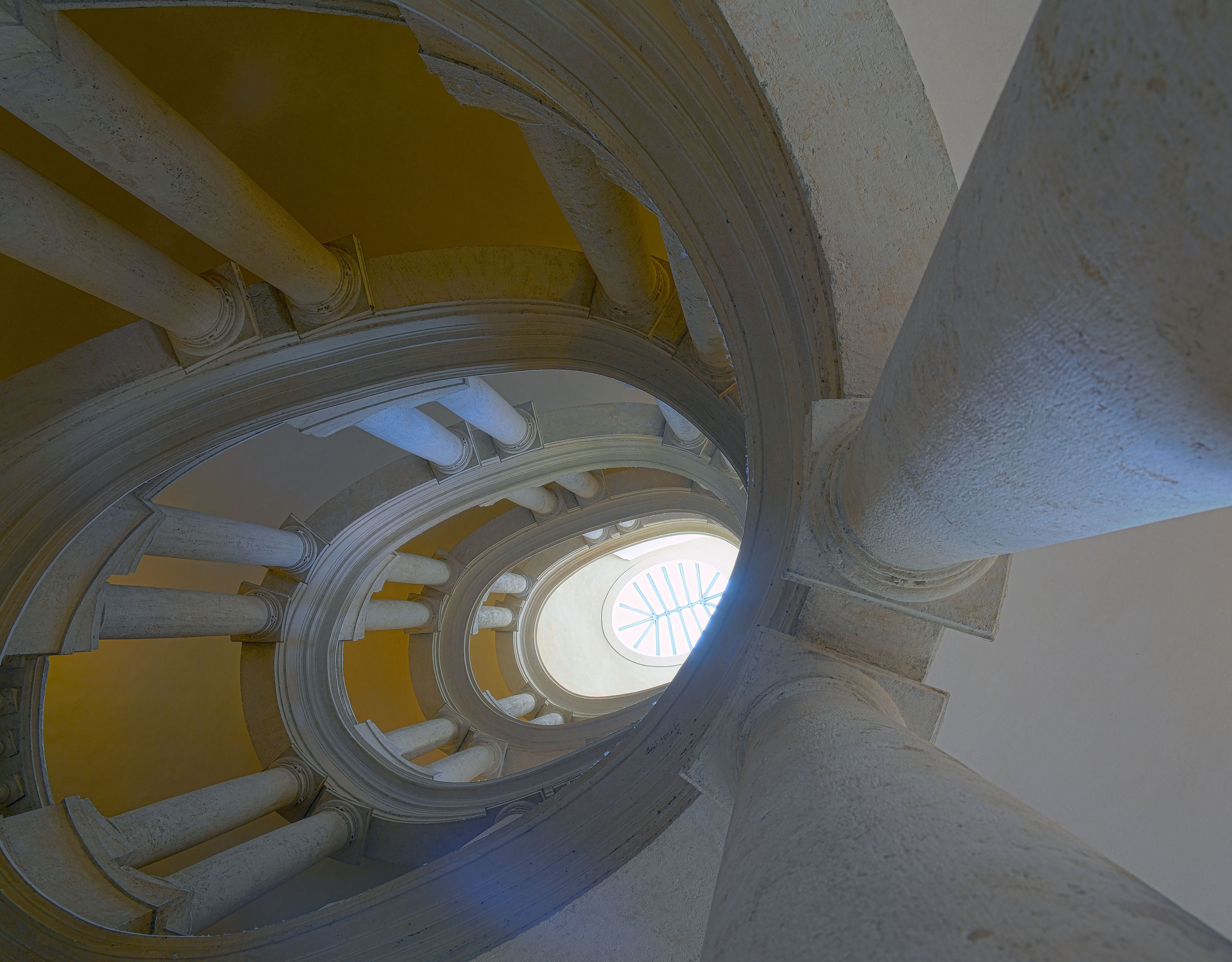
Treppe über ovalem Grundriss im Palazzo Barberini, eine frühe Arbeit Francesco Borrominis.

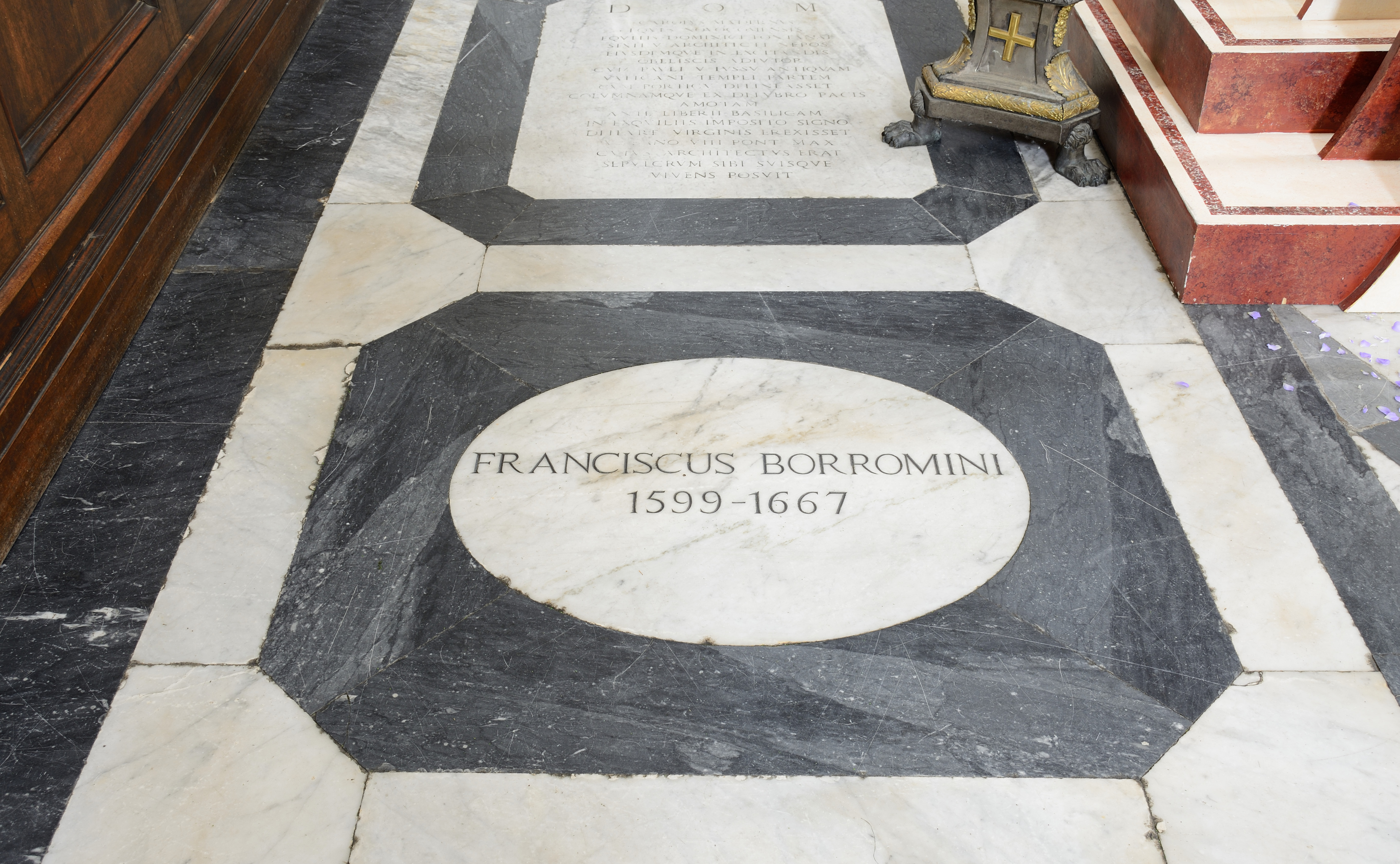
Platte über dem Grab Borrominis in San Giovanni dei Fiorentini

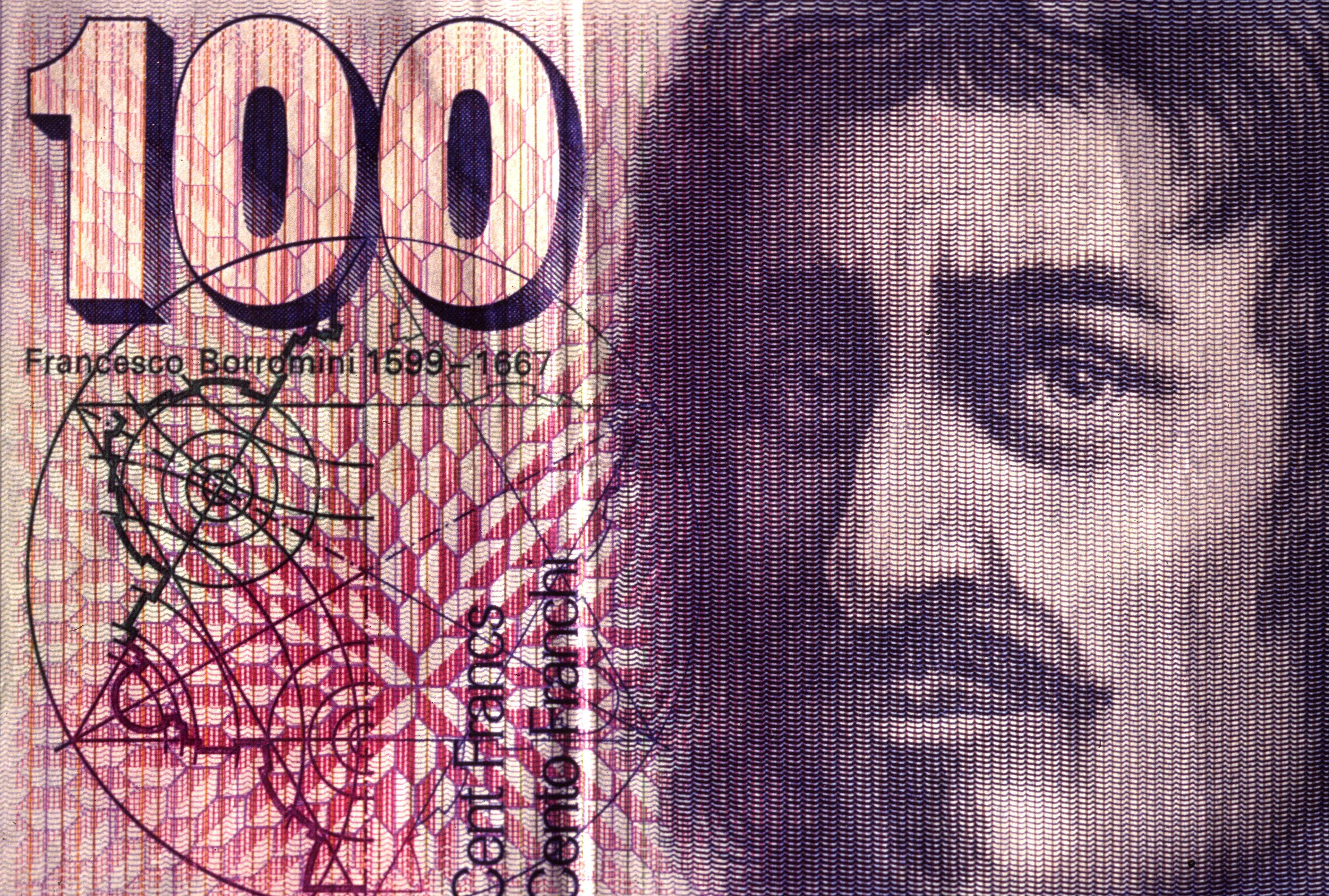
Borromini auf der Schweizer 100-Franken-Note von 1976

- Bronzebaldachin im St Petersdom, in der unteren Hälfte des Artikels, unter Vierung (1624–1633, gemeinsam mit Bernini)
- Palazzo Giustiniani (erste Hälfte 17. Jahrhundert, Mitarbeit an Umbauten)
- Villa Falconieri (ab 1628 Restaurierungsarbeiten)
- Palazzo Barberini (frühe 1630er-Jahre)
- Oratorium der Philippiner neben der Chiesa Nuova (ab 1637)
- Santa Lucia in Selci (1637-1638, Hochaltar[23], Cappella Landi)
- Santi Apostoli, Neapel (1638–1642, Filomarino-Altar)
- San Carlo alle Quattro Fontane (1638–1667)
- Sant’Ivo alla Sapienza (1642–1660)
- Santa Maria dei Sette dolori (ab 1642/43)
- Palazzo Carpegna (1643–1650)
- Palazzo Falconieri (ab ca. Mitte 1640er-Jahre)
- Palazzo Pamphilj (ab ca. Mitte 1640er-Jahre)
- Basilica di San Giovanni in Laterano (1646–1650)
- Palazzo Spada (1652–1653)
- Sant’Andrea delle Fratte (1653 bis 1656, Querhaus mit Kuppel und Glockenturm)
- Sant’Agnese in Agone (ab 1653)
- Palazzo di Propaganda Fide (1654–1664)
- San Giovanni in Oleo (1658, Restaurierung und Ergänzungen)